# 1940 Whipple
Az 1940 Whipple (ideiglenes jelöléssel 1975 CA) a Naprendszer kisbolygóövében található aszteroida. Harvard Obszervatórium fedezte fel 1975. február 2-án.